# Caso Artavia Murillo y otros vs. Costa Rica
El caso Artavia Murillo y otros (Fertilización in vitro) vs. Costa Rica es una sentencia de la Corte Interamericana de Derechos Humanos del 28 de noviembre de 2012 sobre a la responsabilidad internacional de Costa Rica por las afectaciones generadas a un grupo de personas a partir de la prohibición general de practicar la fecundación in vitro.

## Hechos
Los hechos del caso se relacionan con la aprobación del Decreto Ejecutivo n.º 24029-S de 3 de febrero de 1995, emitido por el  Ministerio de Salud, el cual autorizaba la práctica de la fecundación in vitro (FIV) para parejas conyugales y regulaba su ejecución. La FIV fue practicada en Costa Rica entre 1995 y 2000. El 7 de abril de 1995 se presentó una acción de inconstitucionalidad contra dicho decreto ejecutivo, utilizando diversos alegatos sobre violación del derecho a la vida, en particular por el hecho de que no todos los embriones que se fertilizan son implantados. El 15 de marzo de 2000, la Sala Constitucional de la Corte Suprema anuló por inconstitucional el decreto ejecutivo. Nueve parejas presentaron una petición a la Comisión Interamericana debido a esta situación. Para todas estas parejas se evidenciaron las causas de infertilidad, los tratamientos a los cuales recurrieron para atender dicha condición, las razones por las cuales acudieron a la FIV, las afectaciones sufridas cuando hubo que interrumpir los tratamientos debido a la sentencia de la Sala Constitucional, y los casos de aquellas parejas que tuvieron que salir del país para realizarse dicho procedimiento y aquellas otras que no contaron con los recursos para hacerlo y perdieron definitivamente la posibilidad de formar su familia.
El 28 de noviembre de 2012, la Corte Interamericana de Derechos Humanos (Corte-IDH) encontró al Estado de Costa Rica como responsable por violar los derechos humanos de las víctimas y  ordenó al país realizar las reformas legales necesarias para restituir la práctica de la fertilización in vitro.

## Procedimiento
La petición ante la Comisión Interamericana de Derechos Humanos fue presentada el 19 de enero de 2001, el informe de admisibilidad fue publicado el 11 de marzo de 2004 y su informe de fondo fue publicado el 14 de julio de 2010. La Comisión solicitó a la Corte que decidiera si el Estado de Costa Rica violó los derechos consagrados en los artículos 11.2, 17.2 y 24 de la Convención Americana, en relación con los artículos 1.1 y 2 de dicho instrumento, en perjuicio de Grettel Artavia Murillo y 17 individuos más. El representante legal de las familias, el abogado Boris Molina, alegó la violación de los artículos 17.2, 11.2 y 24 de la Convención Americana, en relación con los artículos 1.1 y 2 de la misma, en perjuicio de las víctimas. El otro representante de las familias, el abogado Trejos Salas alegó la violación de los artículos 4.1, 5.1, 7, 11.2, 17.2 y 24 de la Convención Americana, en relación con los artículos 1.1 y 2 de la misma, en perjuicio de las víctimas.
En materia de jurisprudencia, el Caso Artavia Murillo representa un importante precedente al establecer, por primera vez, la responsabilidad de los Estados de proteger y garantizar los derechos reproductivos. En esta sentencia, la Corte IDH:
1) Reconoce que los derechos reproductivos son derechos humanos, vinculados directamente a los derechos a la privacidad (que el Estado no intervenga en decisiones personales), a conformar una familia, a la libertad y la integridad personal; 
2) Establece el alcance de la protección del derecho a la vida antes del nacimiento, a partir lo que postula la Convención Americana sobre Derechos Humanos. En este sentido, la sentencia determina que la protección a la vida inicia con la implantación (científicamente este es el momento de inicio del embarazo) y no con la fertilización. La sentencia también es clara al señalar que la protección no es un derecho absoluto sino gradual e incremental, de acuerdo al desarrollo de la vida y a los otros derechos involucrados. Finalmente plantea que a la luz de la Convención Americana, el embrión humano no tiene el estatus jurídico de una persona y sus derechos no pueden estar por encima de los otros derechos.
3) Estableció que al prohibir el acceso a servicios de salud, en este caso, los procedimientos de fertilización in vitro, el Estado de Costa Rica actuó de manera discriminatoria. En primer lugar, operaba una discriminación basada en el género, en tanto consideró que los derechos del embrión debían prevalecer sobre los derechos de la mujer, considerada como un instrumento reproductivo (obligación de implantar todos los embriones aún a costa de la salud de la mujer). En segundo lugar, la prohibición implicaba una discriminación hacia las personas con discapacidad, entendiendo la infertilidad como una condición que puede ser atendida con los avances de la ciencia. Y en tercer lugar, se generaba también una discriminación económica, en tanto solo las personas que contaban con recursos suficientes podían viajar a otros países para acceder al tratamiento.

## Reparaciones
La Corte dispone que,

- La Sentencia de Excepciones Preliminares, Fondo, Reparaciones y Costas constituye per se una forma de reparación.
- El Estado debe adoptar, con la mayor celeridad posible, las medidas apropiadas para que quede sin efecto la prohibición de practicar la FIV y para que las personas que deseen hacer uso de dicha técnica de reproducción asistida puedan hacerlo sin encontrar impedimentos al ejercicio de los derechos que fueron encontrados vulnerados en la Sentencia de Excepciones Preliminares, Fondo, Reparaciones y Costas. El Estado debera informar en seis meses sobre las medidas adoptadas al respecto.
- El Estado debe regular, a la brevedad, los aspectos que considere necesarios para la implementación de la FIV, teniendo en cuenta los principios establecidos en la Sentencia de Excepciones Preliminares, Fondo, Reparaciones y Costas, y debe establecer sistemas de inspección y control de calidad de las instituciones o profesionales calificados que desarrollen este tipo de técnica de reproducción asistida. El Estado deberá informar anualmente sobre la puesta en vigencia gradual de estos sistemas.
- El Estado debe incluir la disponibilidad de la FIV dentro de sus programas y tratamientos de infertilidad en su atención de salud, de conformidad con el deber de garantía respecto al principio de no discriminación. El Estado deberá informar cada seis meses sobre las medidas adoptadas para poner gradualmente estos servicios a disposición de quienes lo requieran y de los planes diseñados para este efecto.
- El Estado debe brindar a las víctimas atención psicológica gratuita y de forma inmediata, hasta por cuatro años, a través de sus instituciones estatales de salud especializadas.
- El Estado debe realizar las publicaciones indicadas en el párrafo 329 de la Sentencia de Excepciones Preliminares, Fondo, Reparaciones y Costas, en el plazo de seis meses contado a partir de la notificación de la misma.
- El Estado debe implementar programas y cursos permanentes de educación y capacitación en derechos humanos, derechos reproductivos y no discriminación, dirigidos a funcionarios judiciales de todas las áreas y escalafones de la rama judicial.
- El Estado debe pagar las cantidades fijadas en los párrafos 355 y 363 de la Sentencia de Excepciones Preliminares, Fondo, Reparaciones y Costas, por concepto de indemnizaciones por daños materiales e inmateriales, y por el reintegro de costas y gastos.
- El Estado debe, dentro del plazo de un año contado a partir de la notificación de la Sentencia de Excepciones Preliminares, Fondo, Reparaciones y Costas, rendir al Tribunal un informe general sobre las medidas adoptadas para cumplir con la misma.

- La Corte supervisará el cumplimiento íntegro de la Sentencia de Excepciones Preliminares, Fondo, Reparaciones y Costas, en ejercicio de sus atribuciones y en cumplimiento de sus deberes conforme a la Convención Americana sobre Derechos Humanos, y dará por concluido el presente caso una vez que el Estado haya dado cabal cumplimiento a lo dispuesto en la misma.

## Críticas
Previo a la sentencia, grupos conservadores y religiosos sostuvieron una intensa campaña en contra de la Fertilización In Vitro, a la cual se sumaron diputados de partidos políticos neopentecostales.
Posterior a la sentencia, el caso Artavia Murillo (fecundación in vitro) vs. Costa Rica del 2012 también ha recibido críticas por parte de grupos de corte conservador que discrepan de la interpretación de la Corte, en tanto no comparten la posición de que «no es factible sostener que un embrión sea titular y ejerza los derechos consagrados en cada uno de dichos artículos». Dos documentos hacen una crítica directa: el voto disidente del juez Eduardo Vio Grossi, y la Declaración de Guanajuato, la cual ha sido firmada por más de 1300 personas pertenecientes a grupos conservadores, la cual básicamente plantea que «La vida del embrión humano es, desde el principio humana». Vale destacar que la sentencia del Caso Artavia Murillo no niega que se trate de vida humana, solo pondera que jurídicamente no se trata de una persona y que sus derechos no pueden prevalecer sobre otros. 
Recientemente el caso fue analizado a fondo en un libro que reúne la opinión de ocho investigadores latinoamericanos, vinculados a organizaciones de corte conservador, quienes argumentan que la Corte IDH cometió varios errores en este caso; en particular sostienen que la decisión se opone en varios puntos a la misma Convención Americana sobre Derechos Humanos, en tanto la Convención protege la vida humana desde la fecundación o concepción lo cual es desmentido por la Corte Interamericana en su fallo. Además acusa a varios jueces de tener una postura previa al tema discutido, razón que hubiera implicado que se abstuvieran del caso. Este argumento se utilizó en la campaña de ataque contra el caso, pero no se pudo demostrar.